# Área histórica de Kingston y Arthur's Vale
El Área Histórica Kingston y Arthurs Vale es un viejo asentamiento en las planicies costeras de Kingston (rodeado de colinas), al sur de la Isla Norfolk, consistente en un gran grupo de edificios de la era de los convictos del Imperio británico (1788–1855), en la actualidad considerados con interés cultural para Australia y para el mundo por lo que ha sido incluida en Lista del patrimonio nacional australiano y en la lista del Patrimonio de la Humanidad de la Unesco por entre otros ser:

... los mejores ejemplos que han sobrevivido del transporte de convictos a gran escala y la expansión colonial de las potencias europeas a través de la presencia y trabajo de los convictos.